# Gentiana parryi
Espèce
Classification phylogénétique
Gentiana parryi (gentiane de Parry, Parry's gentian en anglais) est une plante pérenne de la famille des Gentianacées, endemique du Sud-Ouest des Etats-Unis.
Elle fut aussi nommée Pneumonanthe parryi.

## Description
- Fleurs : fleurs bleues seules ou en petit groupes, en forme de bouteille.
- Floraison : de juin à septembre
- Habitat : pelouses humides et pâturages.
- Altitude : étage subalpin et montage

## Distribution
Cette plante se trouve dans les états du Wyoming, de l’Utah, du Colorado et du Nouveau Mexique.